# Herford
Herford (in basso tedesco Hiarwede) è una città della Germania di 66.985 abitanti della Renania Settentrionale-Vestfalia, capoluogo dell'omonimo circondario.
Herford si fregia del titolo di "grande città di circondario" (Große kreisangehörige Stadt).

## Storia
Situata ai piedi del versante settentrionale della Selva di Teutoburgo, fu fondata da Carlo Magno nel 789 per presidiare un guado del fiume Werra: Santa Matilde, moglie di Enrico I l'Uccellatore e madre di Ottone I, venne educata nella locale abbazia.
La città stessa si ingrandì intorno all'Abbazia stessa che nel XVI secolo aderì al luteranesimo continuando ad essere un ente ecclesiastico per nobildonne nubili e ad essere un principato ecclesiastico sovrano (sotto l'alta sovranità del Sacro Romano Impero) fino alla secolarizzazione del 1803, l'ultima principessa-badessa fu Federica Carlotta di Brandeburgo-Schwedt (appartenente al Casato di Hohenzollern, i Re di Prussia).
A partire dal 1342 fu membro della Lega Anseatica: nel 1631 ottenne lo stato di città libera dell'Impero, immediatamente soggetta all'Imperatore, ma perse i suoi privilegi quando venne occupata dall'elettore di Brandeburgo nel 1652.
Andò poi a far parte del regno di Vestfalia durante l'età napoleonica e venne poi annessa al regno di Prussia (1814).

## Musei
Nel 2005 è stato costruito il museo MARTa Herford, progettato dall'architetto Frank Gehry.

## Curiosità
- A Herford sorge una statua in onore del rapper statunitense 2Pac.[senza fonte]

## Amministrazione

### Gemellaggi
- Hinckley
- Fredericia
- Quedlinburg
- Gorzów Wielkopolski
- Voiron